# Hugo Lederer

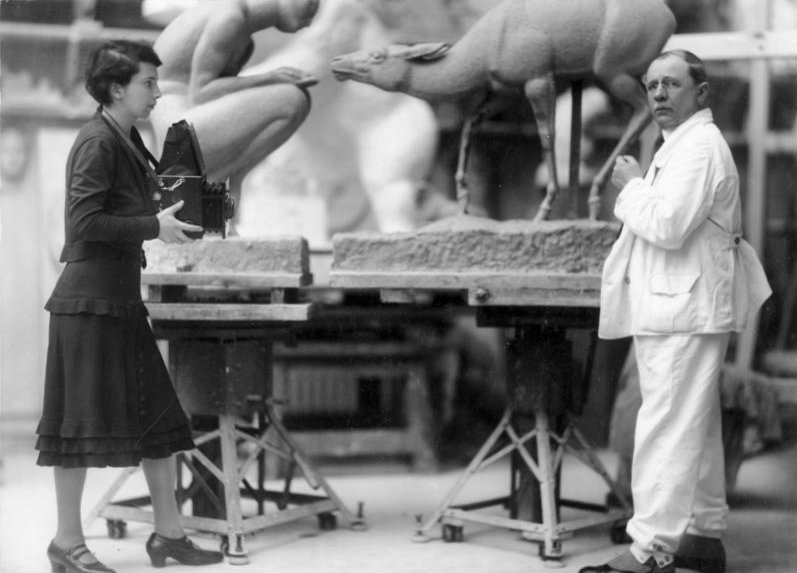
Hugo Lederer e a fotógrafa Yva em 1930.

Hugo Lederer (Znojmo, 16 de novembro de 1871 - Berlim, 1 de agosto de 1940) foi um escultor alemão, artista da Art Nouveau e professor de arte.
Entre 1880 e 1884 recebeu formação Instituto Industrial de Berlim.
Em 1890, mudou-se para Dresden, para o atelier do escultor Johannes Schilling.
Em 1898 fez parte de um "grupo de génios" em Krefeld e recebeu uma encomenda para uma imponente estátua de Bismarck para a cidade de Hamburgo, o Monumento a Bismarck em Hamburgo, e que realizou com a colaboração do arquiteto alemão Johann Emil Schaudt. Após três anos de construção, ao lado do porto de Hamburgo, o monumento foi inaugurado solenemente em 2 de junho de 1906.
Em 1912 tornou-se membro da Real Academia de Artes de Berlim.
Em 1919, após a Primeira Guerra Mundial, sucedeu a Ernst Herter na liderança da Academia de Artes de Berlim. Assumiu o cargo durante o período entre guerras, até 1936.
Lederer teve como alunos escultores Josef Thorak, Emy Roeder, Gustav Seitz, Hans Mettel e Katharina Heise. A maioria deles foram caçados ou perseguidos pelo regime nazi por motivos de arte degenerada. Hugo Lederer, não teve encomendas por parte do regime de Hitler a partir de 1933. Em 1936 recebeu a sua última encomenda por parte da família Krupp.
Cansado e doente, morreu em 1 de agosto de 1940 em Berlim. 

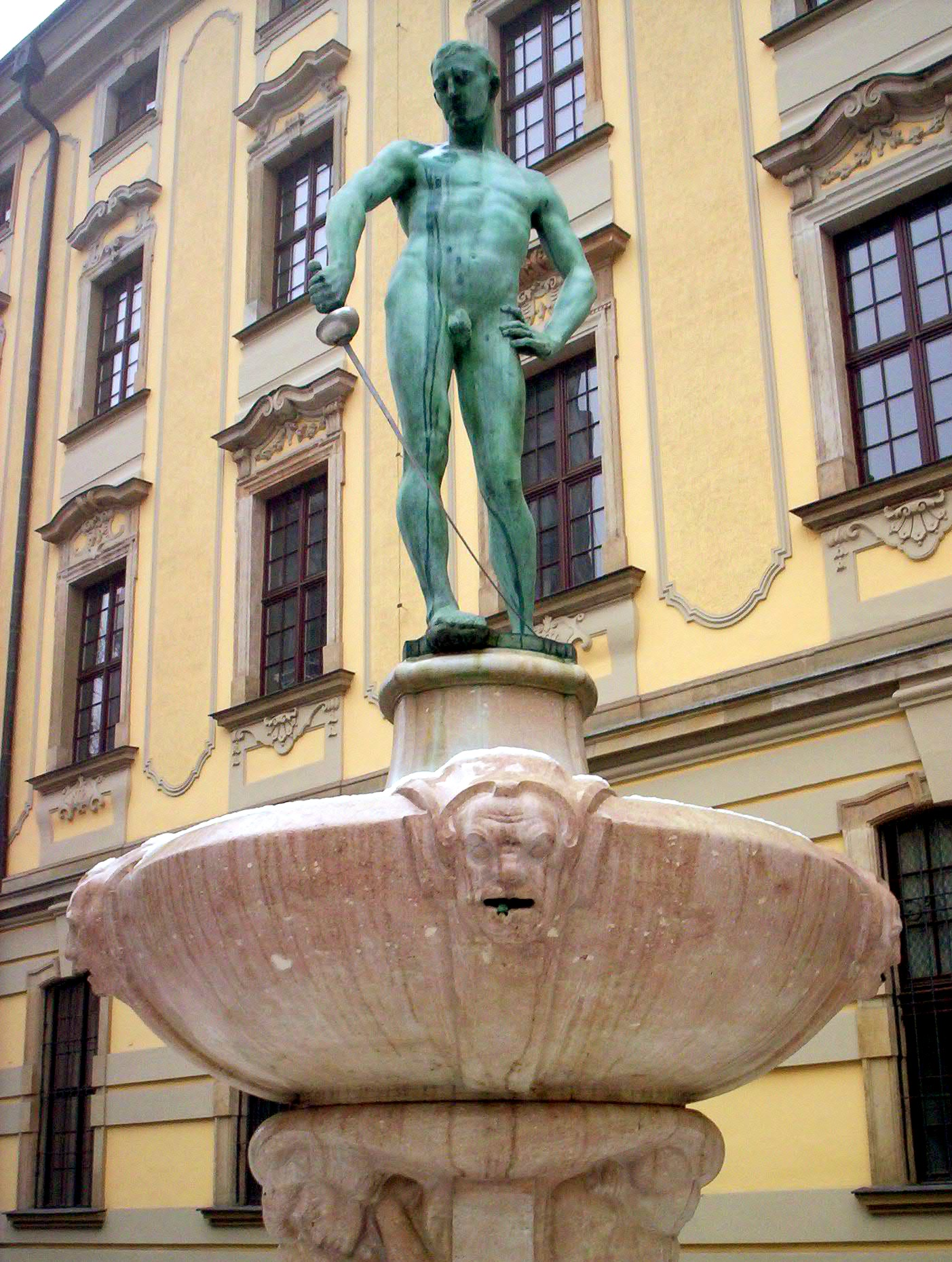
Estátua em Wroclaw
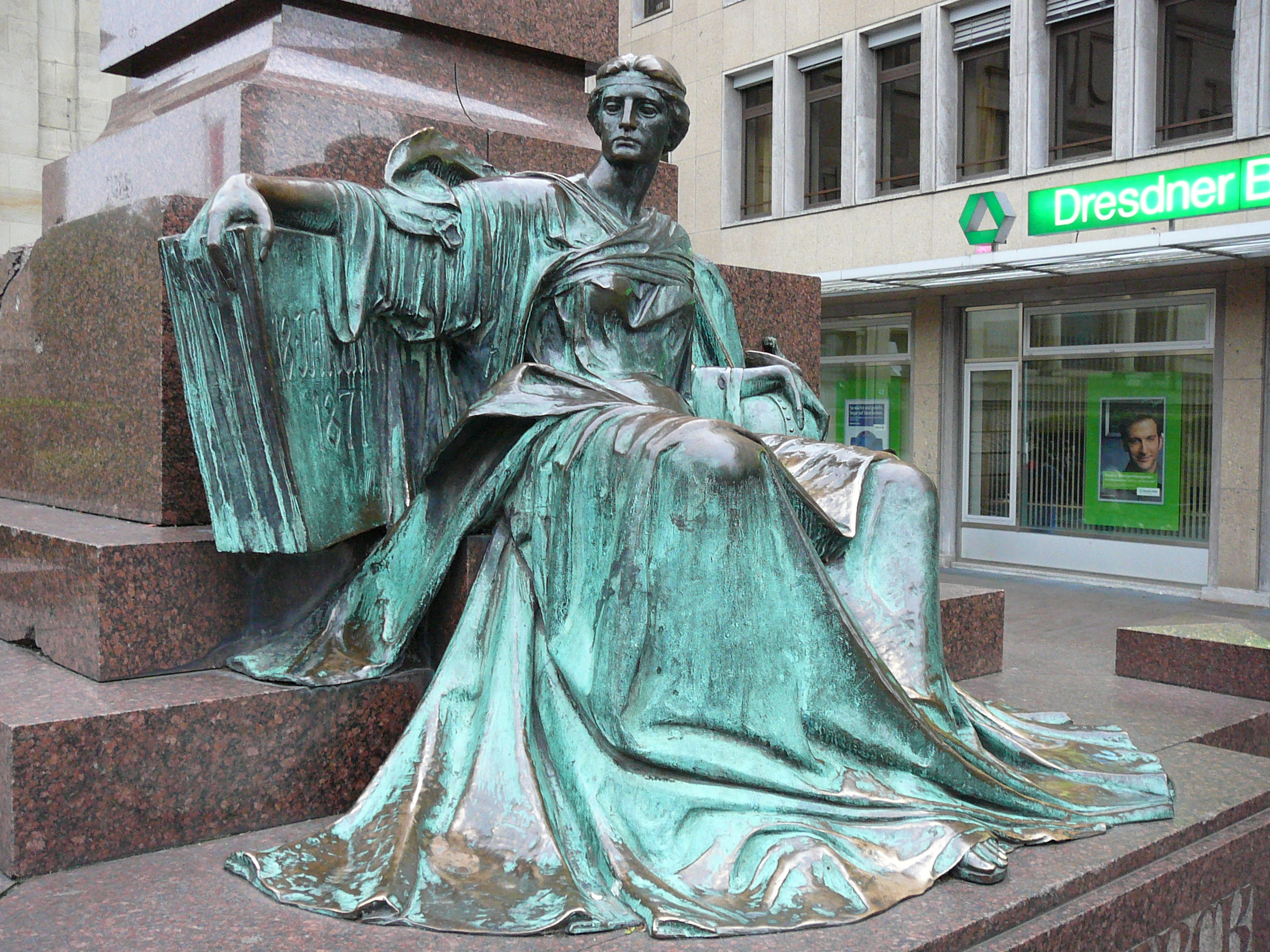
Estátua em Wuppertal
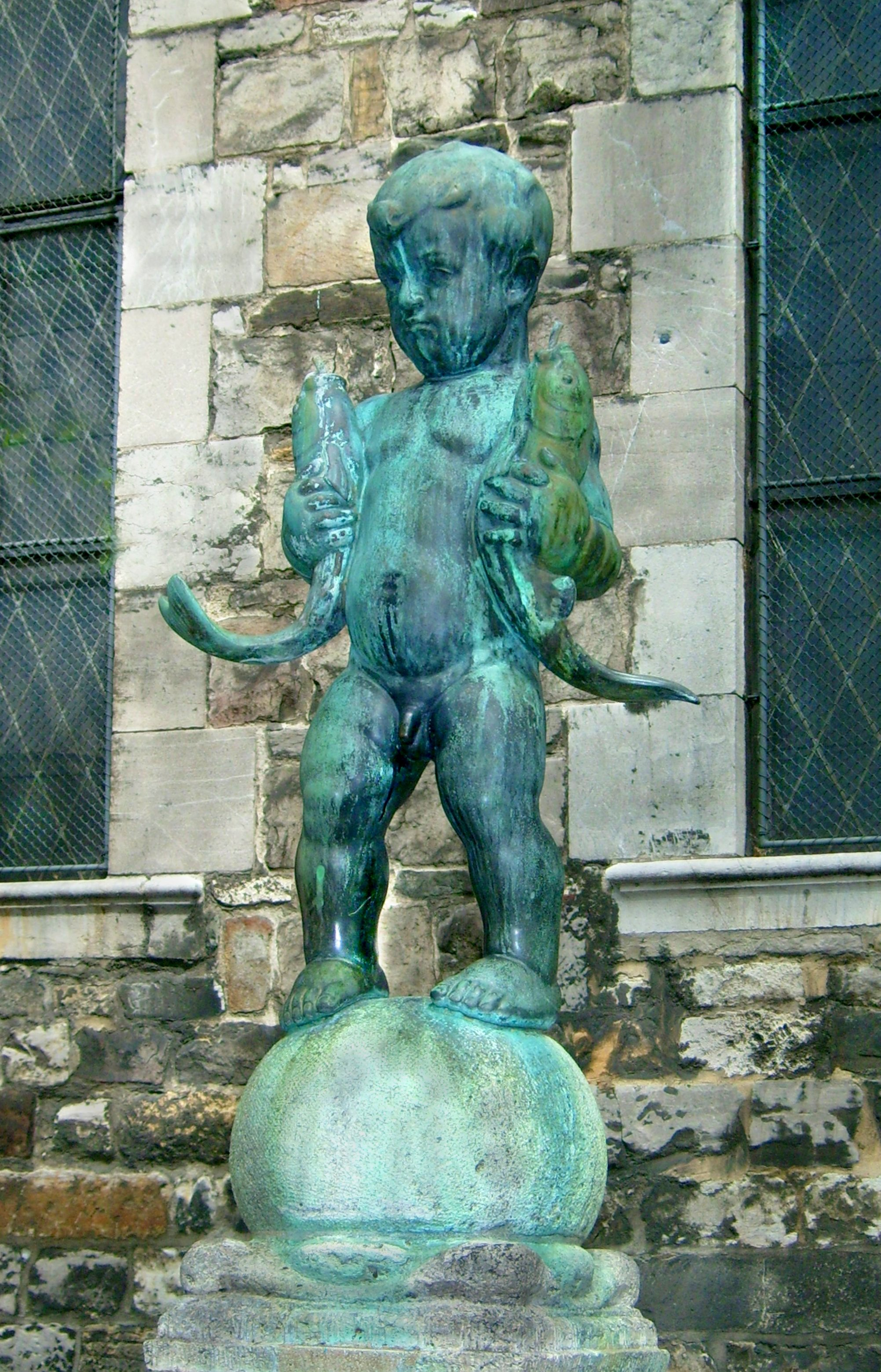
Estátua em Aix-la-Chapelle
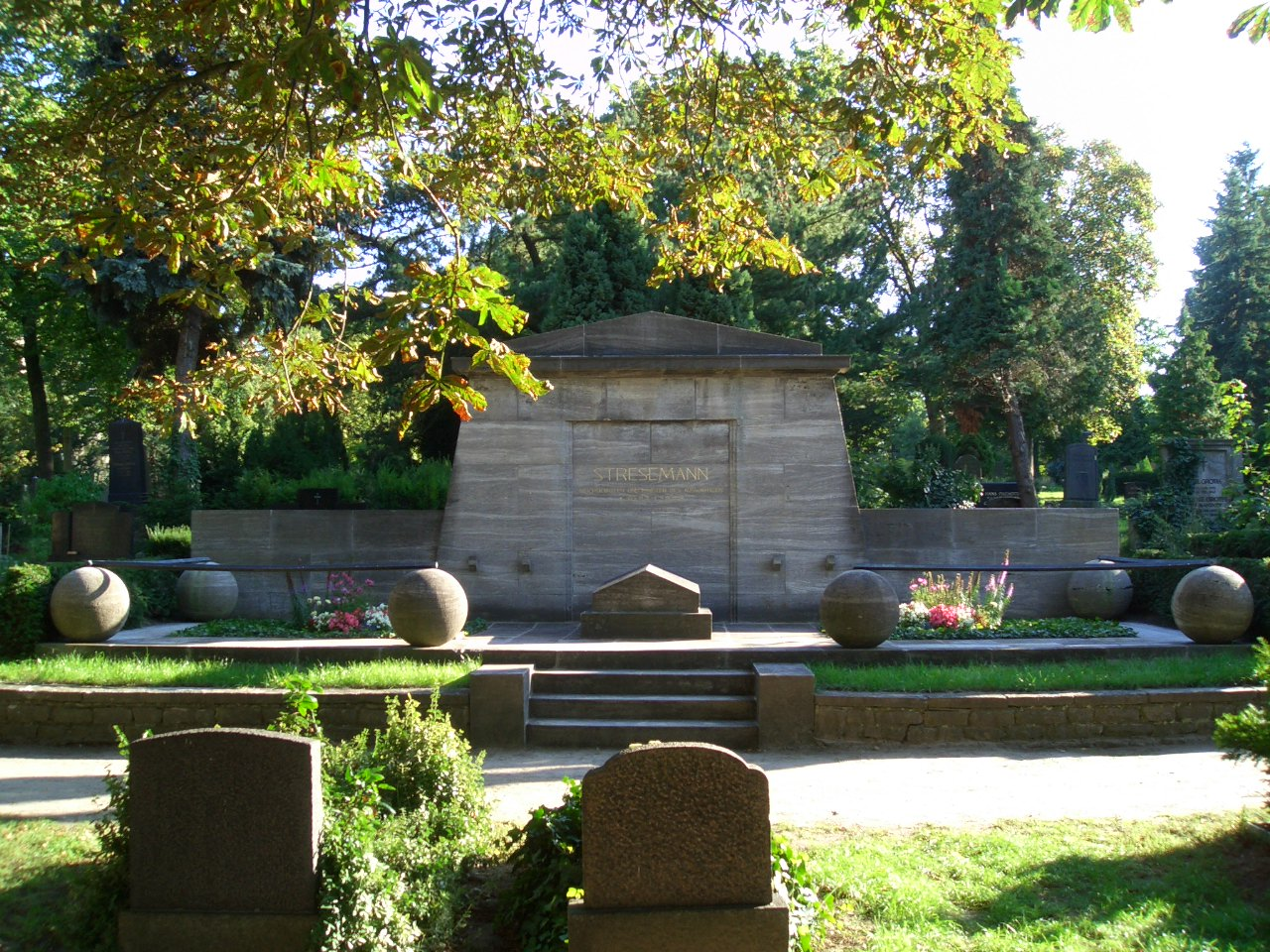
Túmulo de Gustav Stresemann, cemitério Luisenstadt, 1930
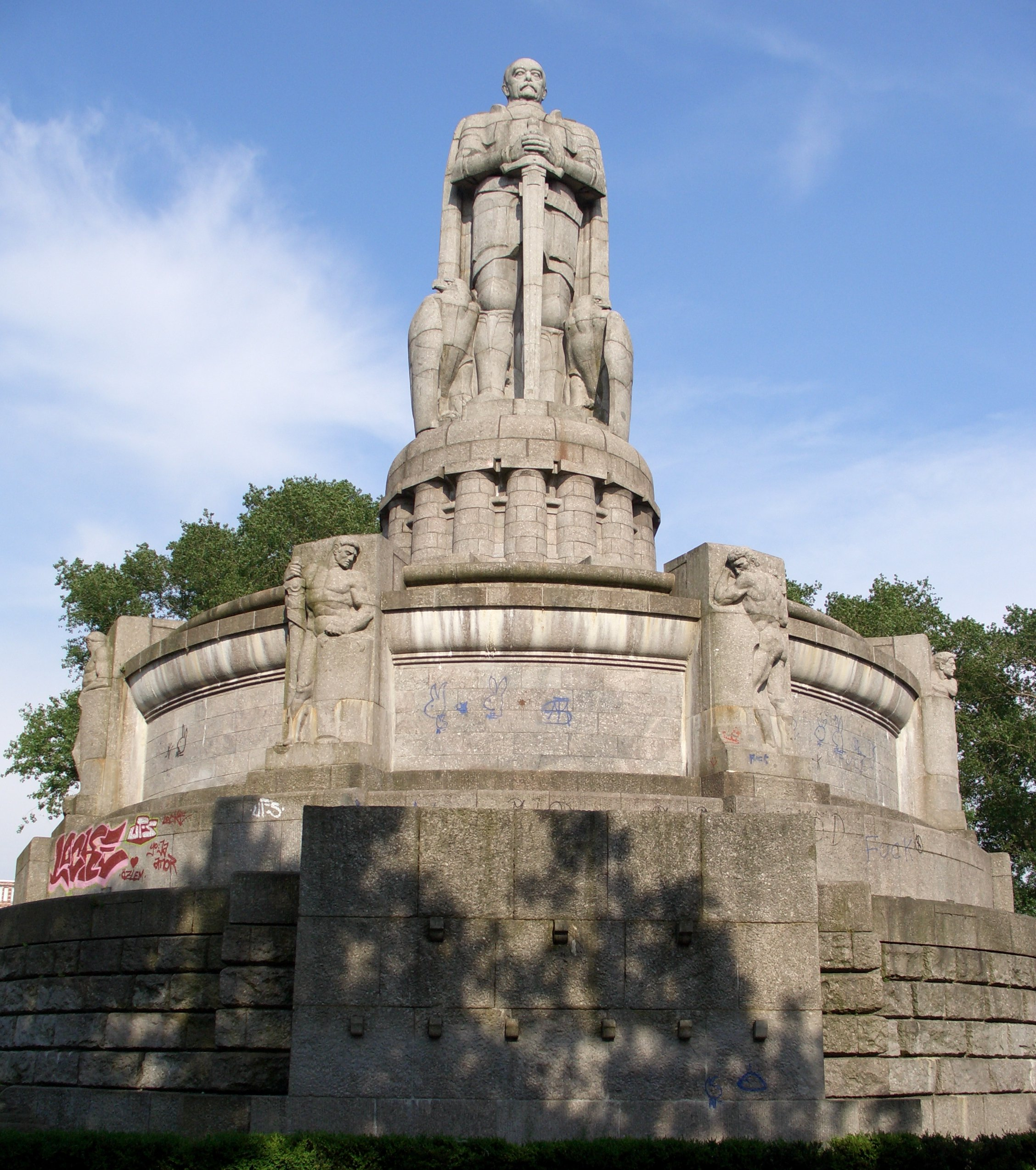
Monumento a Bismarck em Hamburgo, vista frontal